# Drumul roman Reims-Metz
Drumul roman care lega Durocortorum cu Divodurum Mediomatricorum (astăzi de la Reims la Metz) face parte din marele itinerar de la Strasbourg la Boulogne-sur-Mer prin Metz, Reims și Amiens.
Principalele stații erau următoarele:
- Tanomia sau Fanum Minervae: Templul Minervei (oppidum în la Cheppe) ;
- Ariola (cătun al Maison du Val lângă Nettancourt, comuna Noyers-Auzécourt sau cătunul Vadivière, comuna Possesse, în funcție de surse.);
- Caturices sau Caturigas (Bar-le-Duc) ;
- Nasium (Naix-aux-Forges) ;
- Travia (Saint-Germain-sur-Meuse) ;
- Tullum Leucorum (Toul) ;
- Scarpone (Dieulouard).

Acest drum roman este citat atât în Tabula Peutingeriana (Segm. II și III) cât și în Itinerarul Antoninian.
A existat și un al doilea drum roman, mai târziu, mergând de la Reims la Metz, trecând prin Verdun

## De la Reims la Bar-le-Duc
Drumul antic ieșea din Reims prin porte Bazée, la extremitatea sudică a cardo-ului, unde se afla un arc de triumf din care mai subzistă unele vestigii, clasificate la Monumentele Istorice, pe rue de l'Université.
Pe marginea drumului D35, pe teritoriul localității Sept-Saulx, se află un monument ridicat de către Napoleon al III-lea.

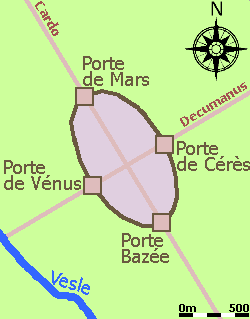
Porțile din Reims
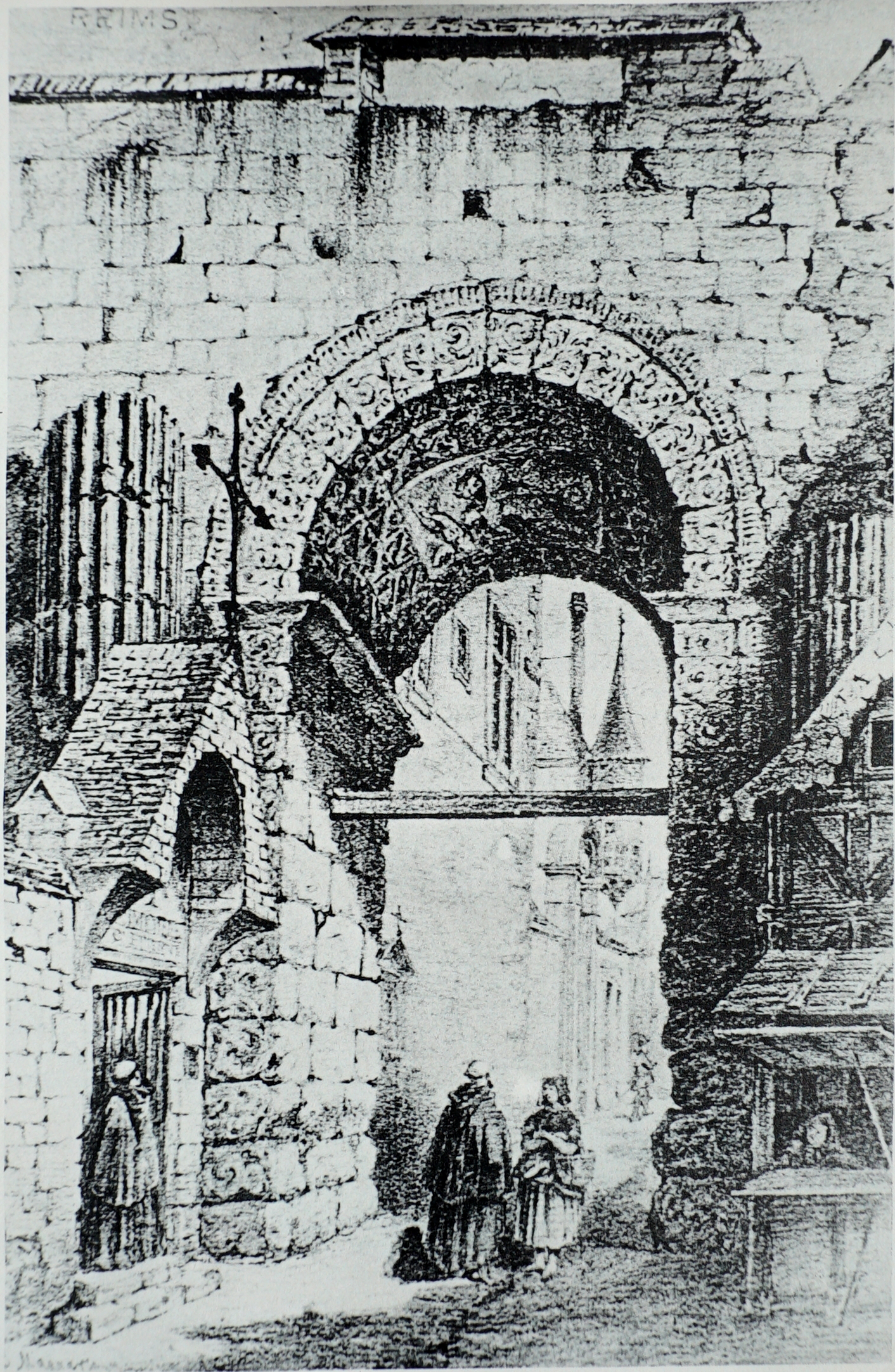
Porte Bazée la Reims
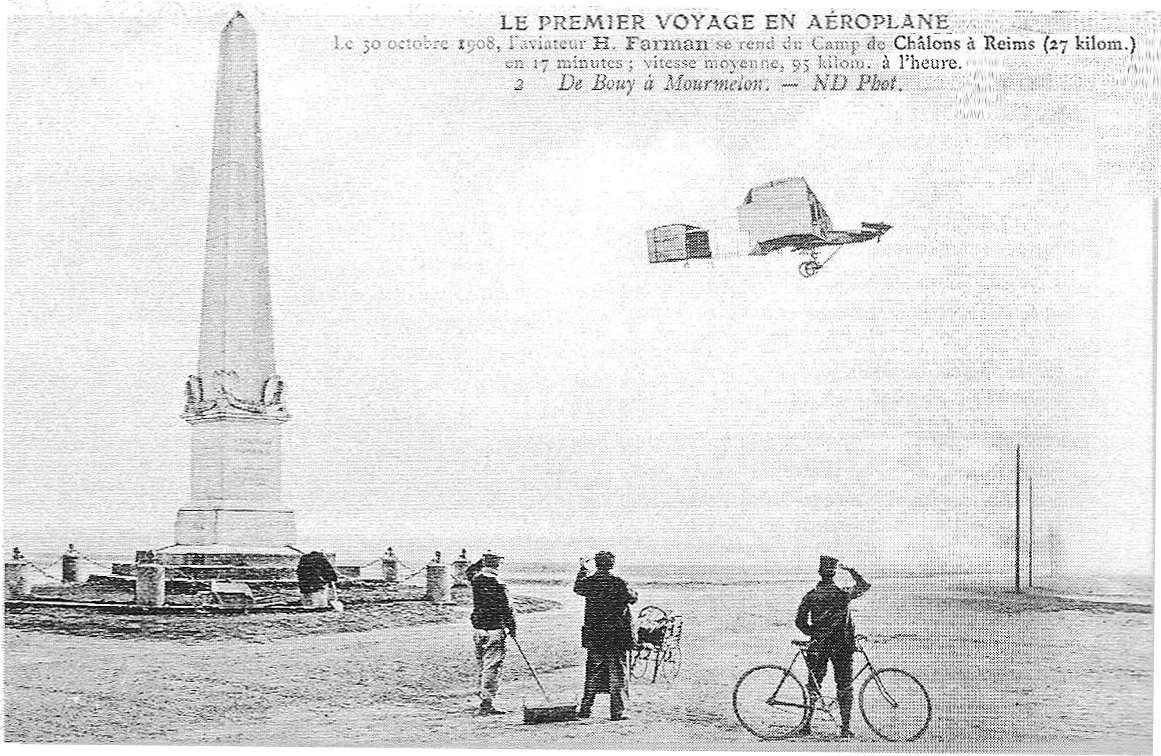
1909, o bornă pentru drumul roman, edificată de către Napoleon al III-lea la Sept-Saulx.
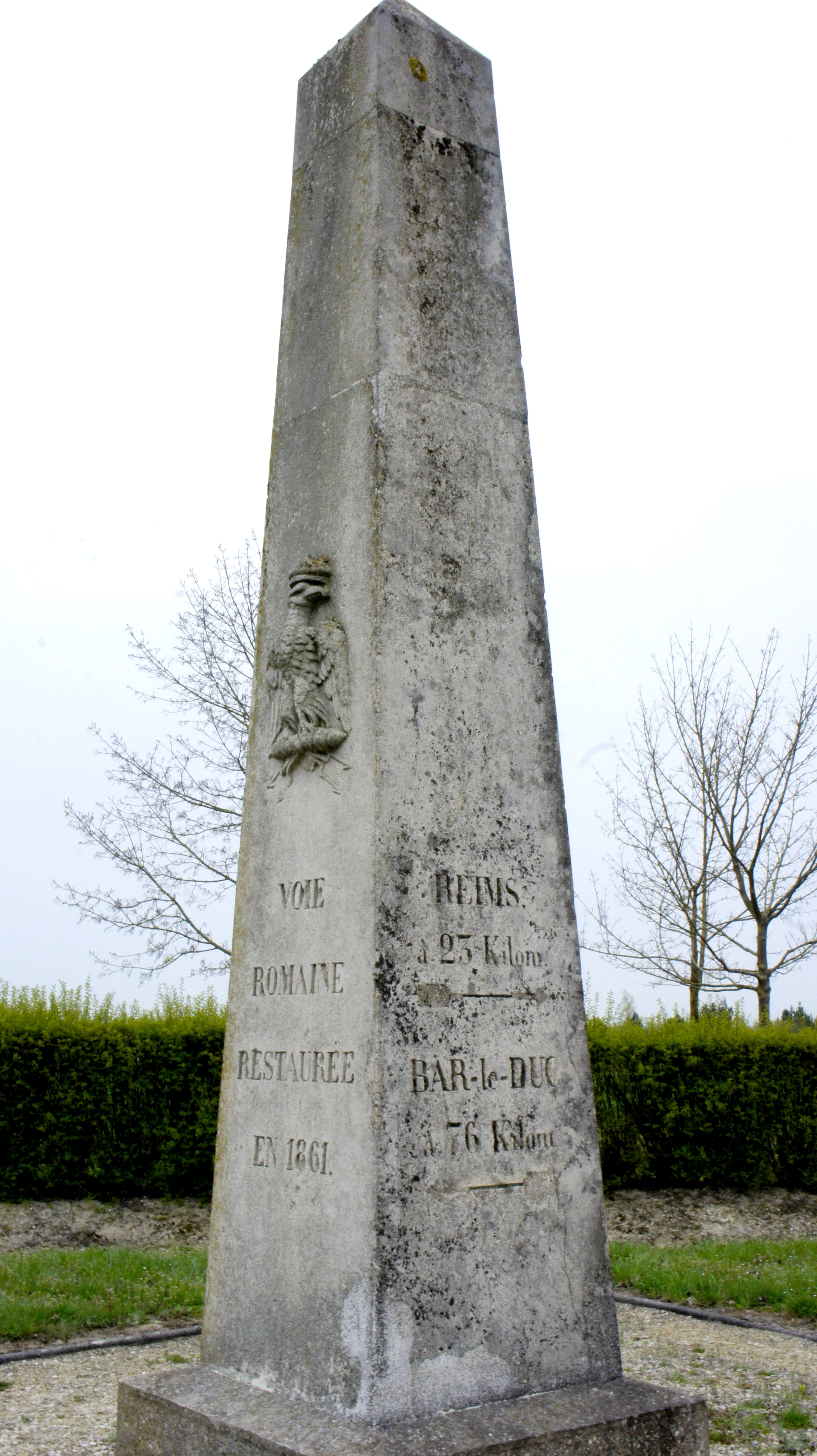
Bornă care reamintește de pietrele miliare la Sept-Saulx.
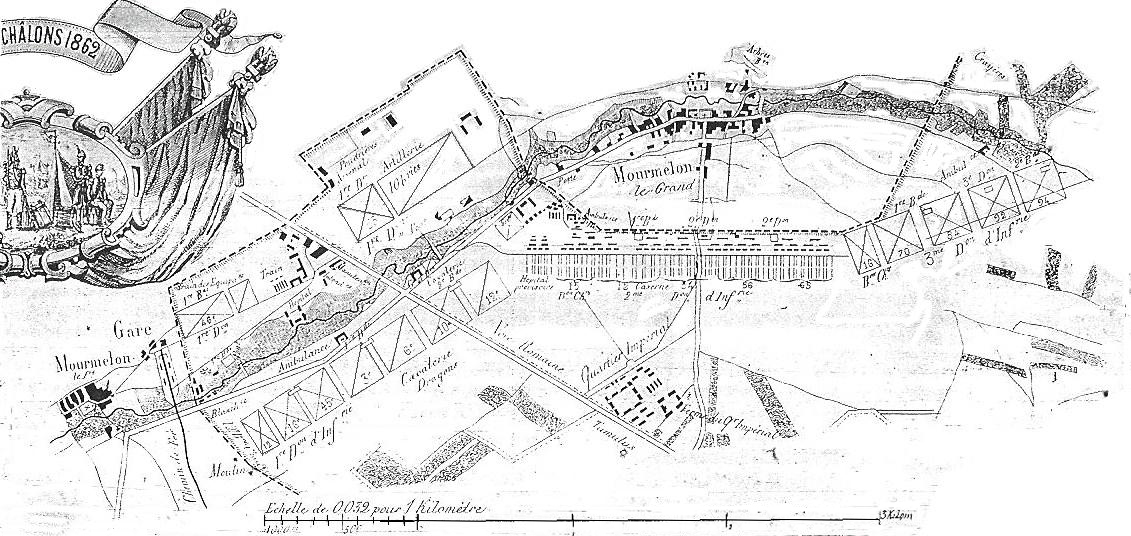
Tabăra militară de la Châlons cunoscută și sub denumirea de tabăra de la Mourmelon

O secțiune a drumului este astăzi inaccesibilă; se află în interiorul taberei militare de la Mourmelon.
Drumul se întinde apoi de-a lungul «Taberei lui Attila» (comuna La Cheppe), oppidum galic ocupat mai târziu de romani, care corespunde cu Fanomin (de la Fanum Minervae: „Templul Minervei”) în Itinerarul Antoninian, Tanomia (în urma unei transcrieri eronate) în Tabula Peutingeriana).